# 2019年歐洲運動會角力比賽
2019年欧洲运动会摔跤比赛于2019年6月25日至30日在明斯克体育宫进行。本次比赛共举办18个项目，包括6个男子自由式项目、6个男子古典式项目和6个女子自由式项目。

## 参赛国家和地区
- 阿尔巴尼亚（1）
- 亚美尼亚（9）
- 奥地利（6）
- 阿塞拜疆（16）
- 白俄罗斯（18）
- 保加利亚（13）
- 克罗地亚（4）
- 捷克（3）
- 爱沙尼亚（4）
- 芬兰（3）
- 法国（7）
- （12）
- 德国（18）
- 英国（1）
- 希腊（13）
- 匈牙利（12）
- 以色列（1）
- 意大利（9）
- 拉脱维亚（3）
- 立陶宛（7）
- 摩尔多瓦（12）
- 荷兰（1）
- 北马其顿（3）
- 挪威（6）
- 波兰（15）
- 葡萄牙（1）
- 罗马尼亚（12）
- 俄罗斯（17）
- 圣马力诺（2）
- 塞尔维亚（5）
- 斯洛伐克（1）
- 斯洛文尼亚（1）
- 西班牙（5）
- 瑞典（7）
- 瑞士（4）
- 土耳其（18）
- 乌克兰（17）

## 奖牌榜
*   主办国家/地区（白俄罗斯）
| 排名                      | 国家 / 地区               | 金牌 | 銀牌 | 銅牌 | 总计 |
| ------------------------- | ------------------------- | ---- | ---- | ---- | ---- |
| 1                         | 俄罗斯                    | 7    | 2    | 5    | 14   |
| 2                         | 阿塞拜疆                  | 3    | 3    | 4    | 10   |
| 3                         | 乌克兰                    | 2    | 2    | 4    | 8    |
| 4                         | 白俄罗斯*                 | 2    | 2    | 2    | 6    |
| 5                         |                           | 1    | 3    | 3    | 7    |
| 6                         | 亚美尼亚                  | 1    | 1    | 0    | 2    |
| 7                         | 瑞典                      | 1    | 0    | 1    | 2    |
| 8                         | 拉脱维亚                  | 1    | 0    | 0    | 1    |
| 9                         | 保加利亚                  | 0    | 1    | 2    | 3    |
| 9                         | 德国                      | 0    | 1    | 2    | 3    |
| 9                         | 匈牙利                    | 0    | 1    | 2    | 3    |
| 9                         | 土耳其                    | 0    | 1    | 2    | 3    |
| 13                        | 塞尔维亚                  | 0    | 1    | 1    | 2    |
| 14                        | 摩尔多瓦                  | 0    | 0    | 2    | 2    |
| 14                        | 挪威                      | 0    | 0    | 2    | 2    |
| 16                        | 爱沙尼亚                  | 0    | 0    | 1    | 1    |
| 16                        | 波兰                      | 0    | 0    | 1    | 1    |
| 16                        | 罗马尼亚                  | 0    | 0    | 1    | 1    |
| 16                        | 圣马力诺                  | 0    | 0    | 1    | 1    |
| 总计（共19个国家 / 地区） | 总计（共19个国家 / 地区） | 18   | 18   | 36   | 72   |

## 奖牌得主

### 男子自由式
| 项目      | 金牌                                      | 银牌                                     | 铜牌                                    |
| 57公斤级  | Mahir Amiraslanov · 阿塞拜疆（AZE）       | Stevan Mićić · 塞尔维亚（SRB）           | 绍尔·乌古耶夫 · 俄罗斯（RUS）           |
| 57公斤级  | Mahir Amiraslanov · 阿塞拜疆（AZE）       | Stevan Mićić · 塞尔维亚（SRB）           | 苏莱曼·阿特勒 · 土耳其（TUR）           |
| 65公斤级  | 哈吉·阿利耶夫 · 阿塞拜疆（AZE）           | 弗拉迪米尔·欣切加什维利 · （GEO）        | Akhmed Chakaev · 俄罗斯（RUS）          |
| 65公斤级  | 哈吉·阿利耶夫 · 阿塞拜疆（AZE）           | 弗拉迪米尔·欣切加什维利 · （GEO）        | Hor Ogannesian · 乌克兰（UKR）          |
| 74公斤级  | 扎乌尔別克·西达科夫 · 俄罗斯（RUS）       | 索内尔·德米尔塔什 · 土耳其（TUR）        | Avtandil Kentchadze · （GEO）           |
| 74公斤级  | 扎乌尔別克·西达科夫 · 俄罗斯（RUS）       | 索内尔·德米尔塔什 · 土耳其（TUR）        | Khadzimurad Gadzhiyev · 阿塞拜疆（AZE） |
| 86公斤级  | 道连·库鲁格利耶夫 · 俄罗斯（RUS）         | Ali Shabanau · 白俄罗斯（BLR）           | Ahmed Dudarov · 德国（GER）             |
| 86公斤级  | 道连·库鲁格利耶夫 · 俄罗斯（RUS）         | Ali Shabanau · 白俄罗斯（BLR）           | 迈尔斯·阿明 · 圣马力诺（SMR）           |
| 97公斤级  | 阿布杜勒拉希德·萨杜拉耶夫 · 俄罗斯（RUS） | Nurmagomedov Gadzhiyev · 阿塞拜疆（AZE） | Aliaksandr Hushtyn · 白俄罗斯（BLR）    |
| 97公斤级  | 阿布杜勒拉希德·萨杜拉耶夫 · 俄罗斯（RUS） | Nurmagomedov Gadzhiyev · 阿塞拜疆（AZE） | Elizbar Odikadze · （GEO）              |
| 125公斤级 | Anzor Khizriev · 俄罗斯（RUS）            | 吉维·马恰拉什维利 · （GEO）              | Jamaladdin Magomedov · 阿塞拜疆（AZE）  |
| 125公斤级 | Anzor Khizriev · 俄罗斯（RUS）            | 吉维·马恰拉什维利 · （GEO）              | Oleksandr Khotsianivsyi · 乌克兰（UKR） |

### 男子古典式
| 项目      | 金牌                                  | 银牌                                  | 铜牌                              |
| 60公斤级  | Stepan Maryanyan · 俄罗斯（RUS）      | Erik Torba · 匈牙利（HUN）            | 维克托·乔巴努 · 摩尔多瓦（MDA）   |
| 60公斤级  | Stepan Maryanyan · 俄罗斯（RUS）      | Erik Torba · 匈牙利（HUN）            | Dato Chkhartishvili · （GEO）     |
| 67公斤级  | Zaur Kabaloev · 俄罗斯（RUS）         | 什马吉·博尔克瓦泽 · （GEO）           | Soslan Daurov · 白俄罗斯（BLR）   |
| 67公斤级  | Zaur Kabaloev · 俄罗斯（RUS）         | 什马吉·博尔克瓦泽 · （GEO）           | Mate Nemeš · 塞尔维亚（SRB）      |
| 77公斤级  | Aleksandr Chekhirkin · 俄罗斯（RUS）  | Karapet Chalyan · 亚美尼亚（ARM）     | Alex Kessidis · 瑞典（SWE）       |
| 77公斤级  | Aleksandr Chekhirkin · 俄罗斯（RUS）  | Karapet Chalyan · 亚美尼亚（ARM）     | 勒林茨·陶马什 · 匈牙利（HUN）     |
| 87公斤级  | 让·贝列纽克 · 乌克兰（UKR）           | 伊斯兰·阿巴索夫 · 阿塞拜疆（AZE）     | 勒林茨·维克托 · 匈牙利（HUN）     |
| 87公斤级  | 让·贝列纽克 · 乌克兰（UKR）           | 伊斯兰·阿巴索夫 · 阿塞拜疆（AZE）     | Arkadiusz Kułynycz · 波兰（POL）  |
| 97公斤级  | 阿图尔·阿列克萨尼扬 · 亚美尼亚（ARM） | Aliaksandr Hrabovik · 白俄罗斯（BLR） | Felix Baldauf · 挪威（NOR）       |
| 97公斤级  | 阿图尔·阿列克萨尼扬 · 亚美尼亚（ARM） | Aliaksandr Hrabovik · 白俄罗斯（BLR） | Aleksandr Golovin · 俄罗斯（RUS） |
| 130公斤级 | 亞科布·卡贾亞 · （GEO）               | 谢尔盖·谢苗诺夫 · 俄罗斯（RUS）       | 萨巴赫·沙里亚提 · 阿塞拜疆（AZE） |
| 130公斤级 | 亞科布·卡贾亞 · （GEO）               | 谢尔盖·谢苗诺夫 · 俄罗斯（RUS）       | Mykola Kuchmii · 乌克兰（UKR）    |

### 女子自由式
| 项目     | 金牌                                    | 银牌                                  | 铜牌                                  |
| 50公斤级 | 玛丽亚·斯塔德尼克 · 阿塞拜疆（AZE）     | Oksana Livach · 乌克兰（UKR）         | 埃温·德米尔汗 · 土耳其（TUR）         |
| 50公斤级 | 玛丽亚·斯塔德尼克 · 阿塞拜疆（AZE）     | Oksana Livach · 乌克兰（UKR）         | Miglena Selishka · 保加利亚（BUL）    |
| 53公斤级 | 索菲娅·马特松 · 瑞典（SWE）             | Yuliya Khalvadzhy · 乌克兰（UKR）     | Nina Hemmer · 德国（GER）             |
| 53公斤级 | 索菲娅·马特松 · 瑞典（SWE）             | Yuliya Khalvadzhy · 乌克兰（UKR）     | Stalvira Orshush · 俄罗斯（RUS）      |
| 57公斤级 | 伊里娜·库拉奇基娜 · 白俄罗斯（BLR）     | Mimi Hristova · 保加利亚（BUL）       | Alyona Kolesnik · 阿塞拜疆（AZE）     |
| 57公斤级 | 伊里娜·库拉奇基娜 · 白俄罗斯（BLR）     | Mimi Hristova · 保加利亚（BUL）       | 阿纳斯塔西娅·尼基塔 · 摩尔多瓦（MDA） |
| 62公斤级 | Yuliia Tkach · 乌克兰（UKR）            | Elmira Gambarova · 阿塞拜疆（AZE）    | Maria Kuznetsova · 俄罗斯（RUS）      |
| 62公斤级 | Yuliia Tkach · 乌克兰（UKR）            | Elmira Gambarova · 阿塞拜疆（AZE）    | 因采·克丽斯陶 · 罗马尼亚（ROU）       |
| 68公斤级 | Anastasija Grigorjeva · 拉脱维亚（LAT） | Anastasia Bratchikova · 俄罗斯（RUS） | Sofia Georgieva · 保加利亚（BUL）     |
| 68公斤级 | Anastasija Grigorjeva · 拉脱维亚（LAT） | Anastasia Bratchikova · 俄罗斯（RUS） | 阿拉·切尔卡索娃 · 乌克兰（UKR）       |
| 76公斤级 | Vasilisa Marzaliuk · 白俄罗斯（BLR）    | Francy Rädelt · 德国（GER）           | Iselin Solheim · 挪威（NOR）          |
| 76公斤级 | Vasilisa Marzaliuk · 白俄罗斯（BLR）    | Francy Rädelt · 德国（GER）           | Epp Mäe · 爱沙尼亚（EST）             |